# Музей скульптуры в Хофберге
Музей скульптуры в Хофберге (нем. Skulpturenmuseum im Hofberg, Stiftung Koenig) — музей скульптуры в районе Хофберг нижнебаварского города Ландсхут; был открыт в 1998 году — первой выставкой стала обширная ретроспектива основателя музея профессора Фрица Кёнига. Основу музейной коллекции составляют коллекции Фрица и Марии Кёниг: коллекция включает в себя пластические и графические работы самого скульптора, а также — коллекцию африканского искусства. В рамках меняющихся экспозиций проводятся циклы лекций.